# لوکا کالوانی
لوکا کالوانی (به انگلیسی: Luca Calvani) (زاده ۷ اوت ۱۹۷۴) بازیگر ایتالیایی است.
از فیلم‌های معروف او می‌توان به بازی در فیلم من با یک پلیس ازدواج کردم، هنگامی که در رم، مردی از یو.ان.سی.ال.ای. و شاکونتالا دوی اشاره کرد.